# スキャット
スキャット (Scat) とは、ジャズやポップスなどで使われる歌唱法のひとつ。意味のない歌唱、たとえば「シャバダバ」「ドゥビドゥバ」「パヤパヤ」「ルルル」といったような音声をメロディーにあわせて即興（アドリブ）的に歌うこと。この歌唱法は、「歌」というよりも声を一つの楽器として表現する手法である。

## 歴史
スキャットの第一人者として、ルイ・アームストロングが知られており、彼が「ヒービー・ジービーズ」という曲の収録中に歌詞カードを落とし、適当な言葉で歌ったNGテイクがスタッフに受けて、そのまま使用されたのがこの歌唱法の起こりだという。
当初、日本ではジャズメンやジャズファン以外にはあまり知られていなかったが、1960年代後半以降、テレビドラマの劇伴などに使用され、認知されていった。たとえば、伊集加代（伊集加代子）らによる日本テレビ『11PM』テーマ曲、「ウルトラシリーズ」で使用された「ワンダバ」等である。
他に映画『男と女』テーマ曲、ザ・ピーナッツ「恋のフーガ」、『徹子の部屋のテーマ』、由紀さおり「夜明けのスキャット」、スキャットマン・ジョン「スキャットマン」等がよく知られている。2013年に放送された宇宙戦艦ヤマト2199では、次回予告の際にスキャット形式（実際はヴォカリーズ）の「無限に広がる大宇宙」がBGMとして流れている。また、松鶴家千とせは、スキャットを使用したジャズ漫談で人気となった。また、第76回NHK全国学校音楽コンクール高等学校の部課題曲「あの空へ〜青のジャンプ〜」でも一部この歌唱法が用いられている。2015年には乃木坂46が『今、話したい誰かがいる』のType-Aにスキャットマン・ジョンをオマージュした「ポピパッパパー」を収録した。